# Herbie Yamaguchi
Pour les articles homonymes, voir Yamaguchi.
Herbie Yamaguchi (ハービー やまぐち), né Yoshinori Yamaguchi (山口 芳則, Yamaguchi Yoshinori) le 20 janvier 1950 à Ōta, Japon,, est un photographe japonais.

## Exposition
- 2017 : Herbie Yamaguchi – That's Punk’’, Galerie &co 119 - Paris[4].